# Kapelle Michaelskreuz

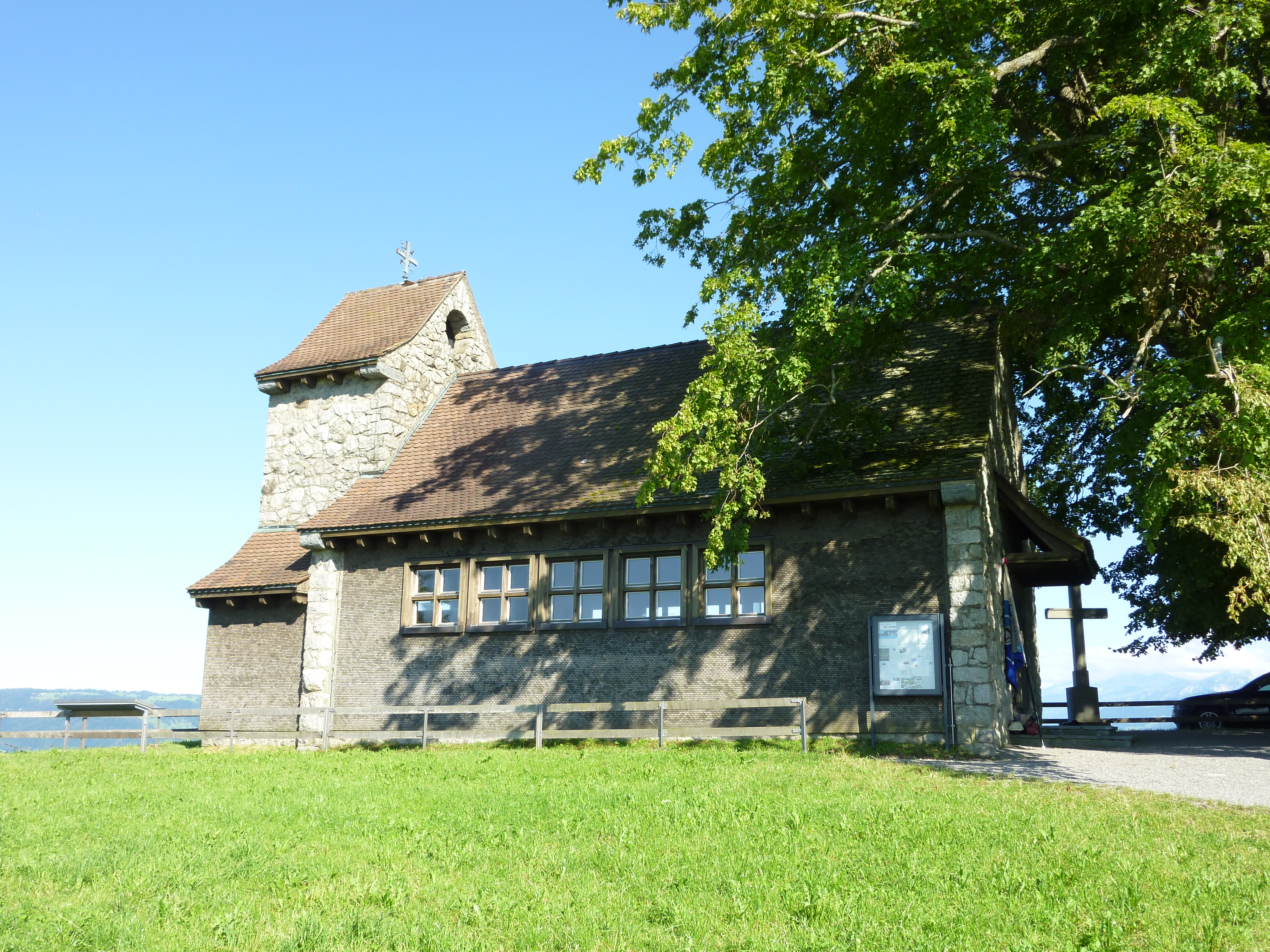
Kapelle Michaelkreuz

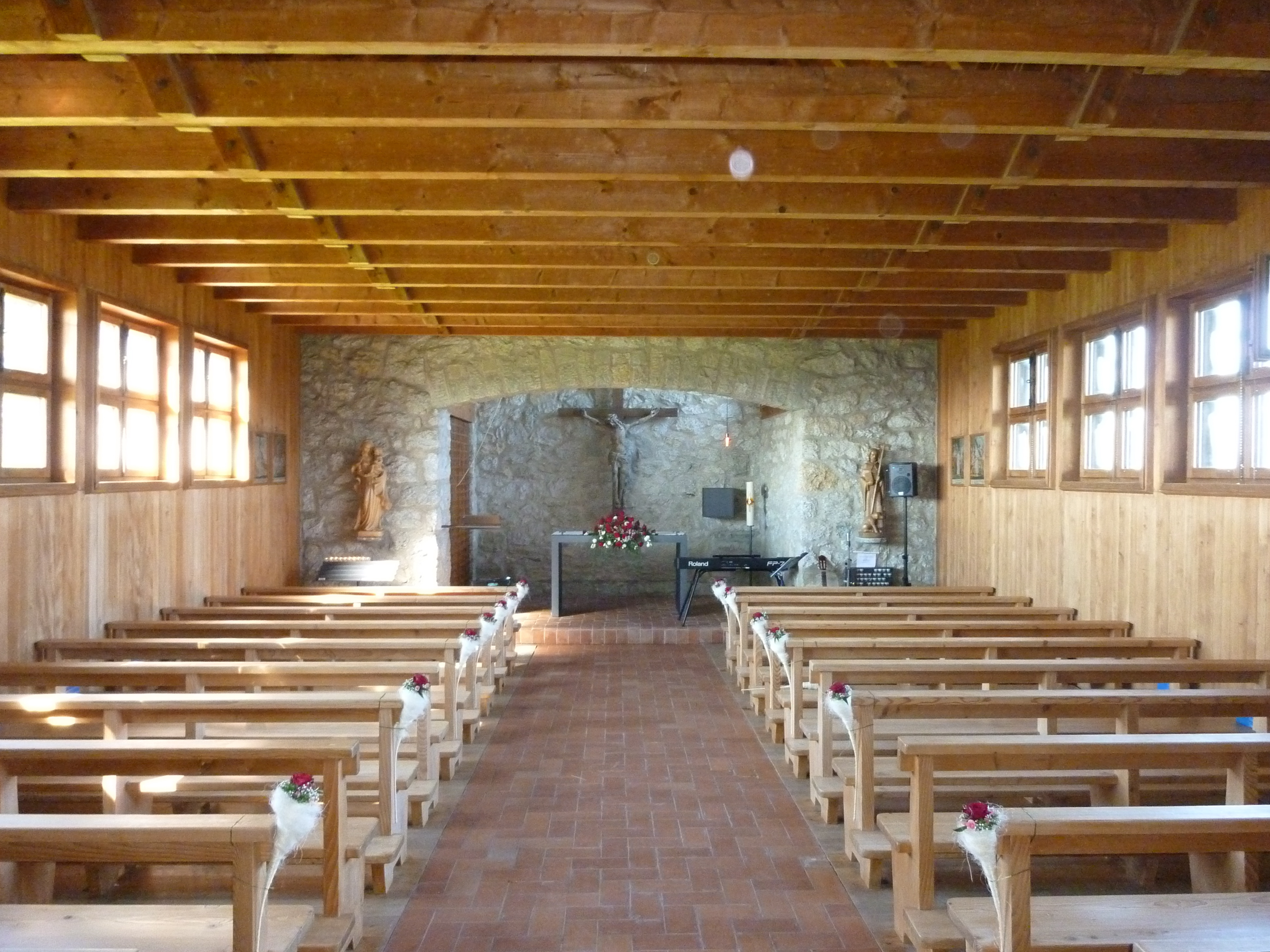
Innenraum

Die katholische Kapelle Michaelskreuz steht oberhalb der Gemeinde Root im Kanton Luzern auf dem sich gegen NE senkenden Rooterberg auf einer Höhe von knapp 800 m. ü. M.

## Geschichte
Die Gründung der Kapelle geht auf eine Sage zurück, wonach um das Jahr 600 der Erzengel Michael in Gestalt eines Knaben dem Einsiedler Medardus erschienen sein soll und ihn auf dem Rooterberg gebeten habe, hier ein Kreuz zu errichten. Historisch gesichert scheint, dass damals dort tatsächlich ein Missionskreuz stand, eines der ersten, die in dieser Gegend im Zug der Christianisierung aufgestellt wurden. Vom Michaelskreuz aus soll darauf die Christianisierung der weiteren Umgebung erfolgt sein.
1436 wurde anstelle des Kreuzes eine hölzerne Kapelle erstellt, die um 1800 durch eine Steinkapelle ersetzt wurde. 1905 wurde sie zu Ehren des heiligen Michael und der Heiligen Paul und Johann geweiht. Da die Kapelle zu zerfallen drohte, wurde 1946 der Kapellenbauverein gegründet mit dem Ziel, die Kapelle vor dem Zerfall zu retten. Am 23. September wurde die von Handwerkern und Landwirten aus der Umgebung restaurierte Kapelle eingeweiht.
60 Jahre später wurde die Kapelle vom Architekten Markus Boyer sanft renoviert und am 6. Mai 2007 vom Generalvikar des Bistums Basel eingesegnet.
Zuständig ist das katholische Pfarramt Root. 